# 赖万才
赖万才（1934年11月—2022年4月18日），男，福建永定人，中国数学家，华侨大学教授，曾任第六、七、八届全国政协委员。

## 生平
赖万才出生在永定县合溪乡洪教村一个农民家庭，早年生活贫苦。1947年入龙岩初中，1950年入省立龙岩高中。1952年7月，提前半年高中毕业，考入厦门大学数学系。1956年毕业，同年11月考入复旦大学数学系副博士研究生，曾师从数学家陈建功。1962年9月起任教于华侨大学，1970年“文革”中华侨大学撤办后，先到永春县做毛泽东思想宣传员1年，任中学教员2年。1973年3月调至福建师范大学任教，1978年华侨大学复办后调回，1999年9月退休。
2022年4月18日，在福建泉州逝世，享年87岁。